# Rumput
Rumput (Gunung Rumput) je planina na otoku Borneo. Visoka je 1590 metara i nalazi se na međunarodnoj granici između Indonezije i Malezije.